# Jean-Denis Gauthier
Jean-Denis Gauthier MEP (* 13. November 1810 in Montaigu, Département Jura; † 8. Dezember 1877) war ein französischer römisch-katholischer Ordensgeistlicher und Apostolischer Vikar von Süd-Tonking.

## Leben
Jean-Denis Gauthier trat der Ordensgemeinschaft der Pariser Mission bei und empfing am 20. Dezember 1834 das Sakrament der Priesterweihe.
Am 10. Dezember 1839 ernannte ihn Papst Gregor XVI. zum Titularbischof von Emmaüs und zum Koadjutorvikar von West-Tonking. Der Apostolische Vikar von West-Tonking, Pierre-André Retord MEP, spendete ihm am 6. Februar 1842 die Bischofsweihe. Als Presbyter assistens wirkte Charles-Hubert Jeantet MEP.
Papst Gregor XVI. ernannte ihn am 27. März 1846 zum ersten Apostolischen Vikar von Süd-Tonking.